# Kălnovo, Șumen
Kălnovo (în bulgară Кълново) este un sat în comuna Smeadovo, regiunea Șumen,  Bulgaria. 

## Demografie
Componența etnică a satului Kălnovo
     Bulgari (98,13%)
     Nicio identificare (1,86%)
     Altele (0%)
La recensământul din 2011, populația satului Kălnovo era de 161 locuitori. Din punct de vedere etnic, majoritatea locuitorilor (98,13%) erau bulgari. Pentru 1,86% din locuitori nu este cunoscută apartenența etnică.